# Theodor-Cătălin Nicolescu
Theodor-Cătălin Nicolescu (n. 3 februarie 1975, Pitești, România) este un fost deputat român, ales în legislatura 2012-2016 din partea Partidului Național Liberal. A demisionat la 12 mai 2015, după ce a fost trimis în judecată sub suspiciunea că ar fi acordat despăgubiri ilegale pe când activa în Autoritatea Națională pentru Restituirea Proprietăților.

## Controverse
Pe 8 octombrie 2019 Înalta Curte de Casație și Justiție l-a condamnat definitv pe Theodor Nicolescu la 8 ani de închisoare cu executare în dosarul ANRP.